# 조식 남명문집 목판
조식 남명문집 목판(曺植 南冥文集 木板)은 대한민국 경상남도 산청군 시천면 사리에 있는, 조선시대 유학자인 남명 조식(曺植,1501∼1572) 선생의 시문집을 널리 간행하기 위해 만든 책판이다.
1979년 12월 29일 경상남도의 유형문화재 제164호 남명선생 문집책판으로 지정되었다가, 2018년 12월 20일 현재의 명칭으로 변경되었다.

## 개요
조선시대 유학자인 남명 조식(曺植,1501∼1572) 선생의 시문집을 널리 간행하기 위해 만든 책판이다.
조식은 평생 학문에 힘썼으나 과거에는 나아가지 않았다. 1567년 임금이 불러도 나아가지 않고, 다만 왕을 만나 난을 다스리는 방도와 학문을 마칠 것임을 밝히고 다시 고향으로 돌아갔다. 일상생활에서도 철저한 절제로 일관하여 의(義)가 아닌 것과는 절대 타협하지 않았다. 같은 시대에 살았던 퇴계 이황과 쌍벽을 이루는 학풍을 만든 인물로, 임진왜란이 일어나자 의병으로 참여하는 등 국가에 위기가 닥치면 몸소 앞장서서 싸움에 참여하였다. 그가 죽은 후 차례로 대사헌, 영의정에 추증되었고, 여러 서원에 그의 위패가 모셔졌다. 시호는 ‘문정(文貞)’이다.
선조 37년(1604)에 선생의 제자인 정인홍에 의해 해인사에서 간행되었으나, 불에 타버려 광해군 14년(1622)에 관찰사 유영순의 도움으로 다시 간행하였다. 그후 『산해사오연원록』,『연보』,『언행록』등이 추가로 간행되었다. 또한 고종 31년(1894)에 이들 문집을 다시 보완하고 수정하여 새로이 간행하였으며, 광무 1년(1897)에 선생의『연보』를 수정, 보완하여 『남명선생편년』을 간행하였다.
이것은 남명 조식 선생의 사상과 생애를 연구하는데 좋은 자료이다.

## 같이 보기
- 조식

## 참고 문헌
- 조식 남명문집 목판 - 국가유산청 국가유산포털